# Христо Урумов (треньор)
Христо Стефанов Урумов роден на 16 август 1946 г. в София, трето дете в семейството на Стефан Стефанов Урумов, издател на едни от най-добрите трудове по стопански и финансови въпроси, награден от Фонд “Д-р Димитър Загоров” към Българска академия на науките (БАН) https://daritelite.bg/balgarska-akademiya-na-naukite-ban/, в това число и съосновател на закона за експерт счетоводителите и съветник на Станчо Чолаков (1944-1945 г.) министър на народното просвещение в кабинета на Кимон Георгиев и председател на Българската народна банка. Отгледан от сестра си Антоанета Урумова (научен сътрудник БАН) и брат си Васил Урумов.
Христо Стефанов Урумов е завършил начално образование в 20 ОУ "Тодор Минков", средно образование в Втора софийска мъжка гимназия Борис III (днешно 22-ро средно училище „Георги С. Раковски“). След това е служил в ЦСКА „Червено знаме“ – под. 18110, завършил Националната спортна академия треньорски профил Гребане.
Христо (Станчо) Урумов старши треньор по гребане с многогодишен стаж и донесъл на България стотици отличия и медали от международни състезания, европейски, световни и олимпийски - сред тях:
- златен медал от Олимпийски игри  проведени в Монреал 1976 г. с двойка скул Здравка Йорданова и Светла Оцетова;
- златен медал от Олимпийски игри  проведени в Монреал 1976 г. Сийка Келбечева и Стоянка Груйчева на двойка без рулеви;
- сребърен медал от Олимпийски игри  проведени в Монреал 1976 г. за квартетът Гинка Гюрова, Лиляна Васева, Марийка Модева, Рени Йорданова и Капка Георгиева са втори на четворка скул с кърмчия на Олимпиадата Монреал 1976 г.;
- сребърен медал от Олимпийски игри  проведени в Москва 1980 г. Гинка Гюрова, Искра Велинова, Марийка Модева, Рита Тодорова, Надя Филипова – рулеви;
- бронзов медал от Олимпийски игри  проведени в Москва 1980 г. Анка Бакова , Долорес Накова, Мариана Сербезова, Румеляна Бончева, Анка Ефтимова- рулеви;
- бронзов медал от Олимпийски игри  проведени в Москва 1980 г. Сийка Келбечева и Стоянка Груйчева, двойка без ролеви;
- бронзов медал от  Олимпийски игри в Сеул 1988Виолета Нинова, Стефка Мадина, двойка скул.
https://bgolympic.org/letni-sportove/grebane/